# مه‌گسست
مِه‌گسست (Big Rip) یک پندارهٔ کیهان‌شناسی دربارهٔ سرنوشت فرجامینِ گیتی است که در آن مواد تشکیل‌دهندهٔ جهان، از ستارگان و کهکشان‌ها گرفته تا اتم‌ها و ذره‌های زیراتمی، به‌یک‌باره از هم می‌گسلند. به دیگر سخن، در آینده مقدارِ scale factor در یک زمان متناهی به مقدار بی‌نهایت می‌رسد. این نظریه نخستین بار در سال ۲۰۰۳ منتشر شد.